# Erasmus Grasser

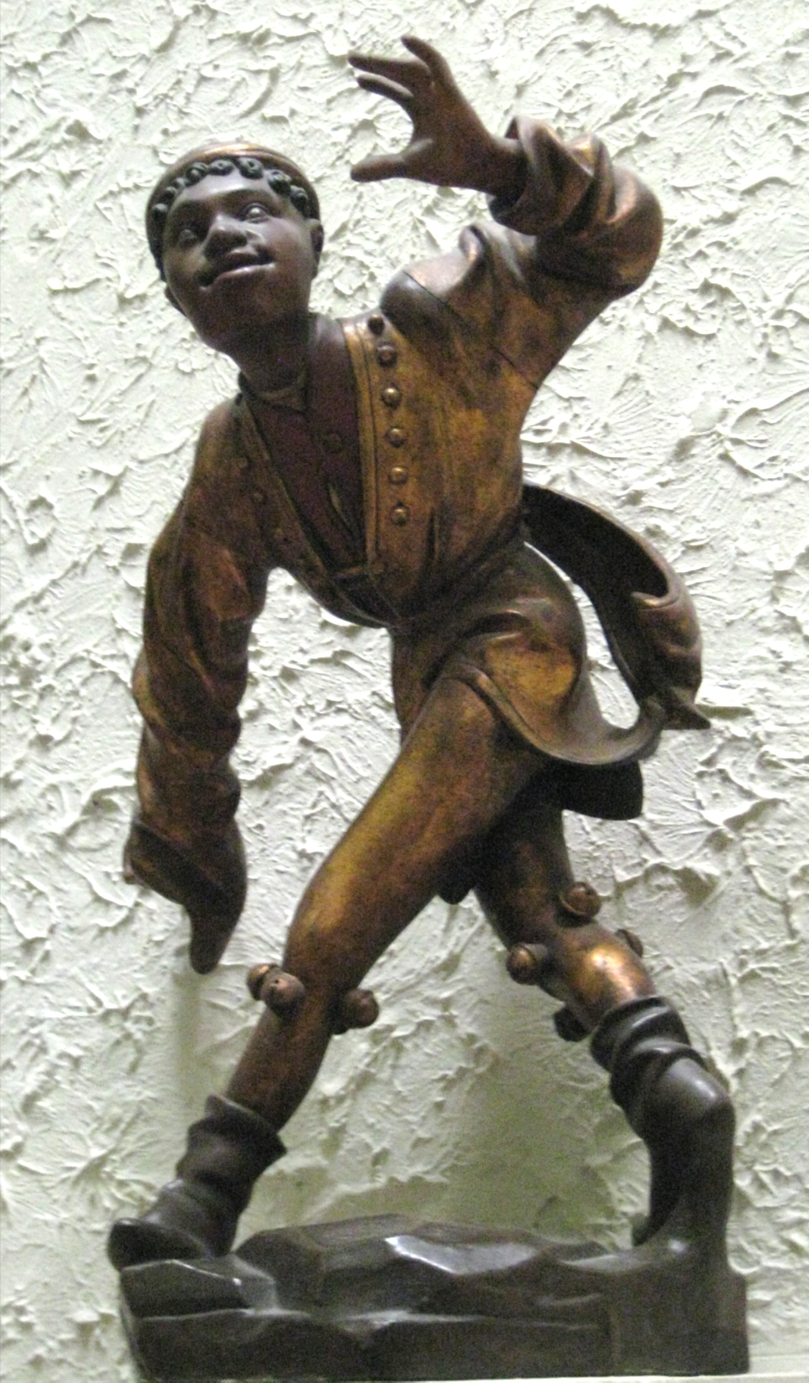
Moriskentänzer, un dels 16 (ara 10) ballarins de Moresca, Stadtmuseum de Múnic, escultura creada el 1480.

Erasmus Grasser (c. 1450 – c. 1515) va ser un mestre constructor i escultor de Múnic de principi del segle xvi.

## Estil
El seu estil es caracteritza per un estil animat i realista, influenciat per la tècnica de Nikolaus Gerhaert. Grasser va treballar principalment amb fusta, i les seves obres més importants són les setze figures de Moriskentänzer (ballarins de Moresca o de Morris, 1480, deu de conservades, sis de desaparegudes) que adornen les parets del saló de ball i l'assemblea de l'antic ajuntament de Múnic, les escales de roure de catedral de Múnic (1502) i l'altar major de l'Església de Santa Maria Ramersdorf, totes localitzades a Múnic. També va crear l'altar major de Reichersdorf (1502–1506).

## Obres

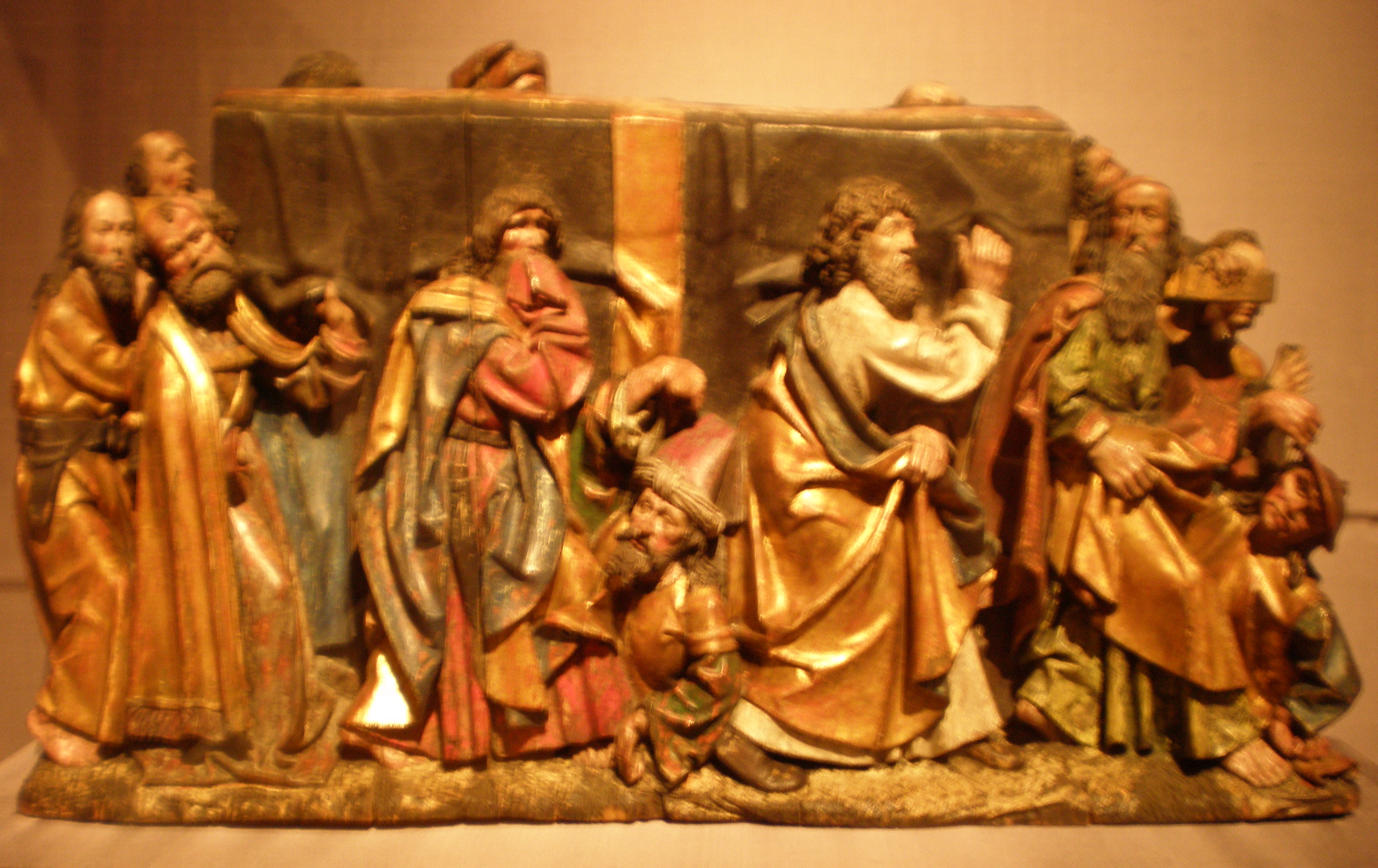
L'enterrament de la Mare de Déu, per Erasmus Grasser, finals del. (Al Museu Legion of Honor)

Se li atribueix també l'Enterrament de la Mare de Déu tot i que podria ser d'un deixeble seu.  Aquesta peça mostra la mare de Déu, en un taüt, conduïda al seu sepulcre.
Hi ha un grup de la Santíssima Trinitat obra seva a l'església de Sant Sixte de Schliersee.